# هاردی پلیس (کالیفرنیا)
هاردی پلیس (به انگلیسی: Hardy Place) یک منطقهٔ مسکونی در ایالات متحده آمریکا است که در شهرستان مندوسینو، کالیفرنیا واقع شده‌است. هاردی پلیس ۱٬۴۰۱ متر بالاتر از سطح دریا واقع شده‌است.